# جیانانتونیو اسپروتو
جیانانتونیو اسپروتو (انگلیسی: Giannantonio Sperotto؛ زادهٔ ۷ نوامبر ۱۹۵۰) بازیکن فوتبال اهل ایتالیا است.
از باشگاه‌هایی که در آن بازی کرده‌است می‌توان به باشگاه فوتبال آ.اس. رم، باشگاه فوتبال اودینزه، باشگاه فوتبال رجانا، باشگاه فوتبال آولینو، باشگاه فوتبال ویچنزا، باشگاه فوتبال ناپولی، و باشگاه فوتبال وارزه اشاره کرد.